# Chieti (província)
A província de Chieti é uma província italiana da região de Abruzos com cerca de 328 207 habitantes, densidade de 131 hab/km². Está dividida em 102 comunas, sendo a capital Chieti.
Faz fronteira a noroeste com a província de Pescara, a nordeste com o Mar Adriático, a sudeste com a província de Campobasso, a sul com a região do Molise (província de Iśernia), a sudoeste com a província do Áquila.
O presidente da província de Chieti é Enrico Di Giuseppantonio.

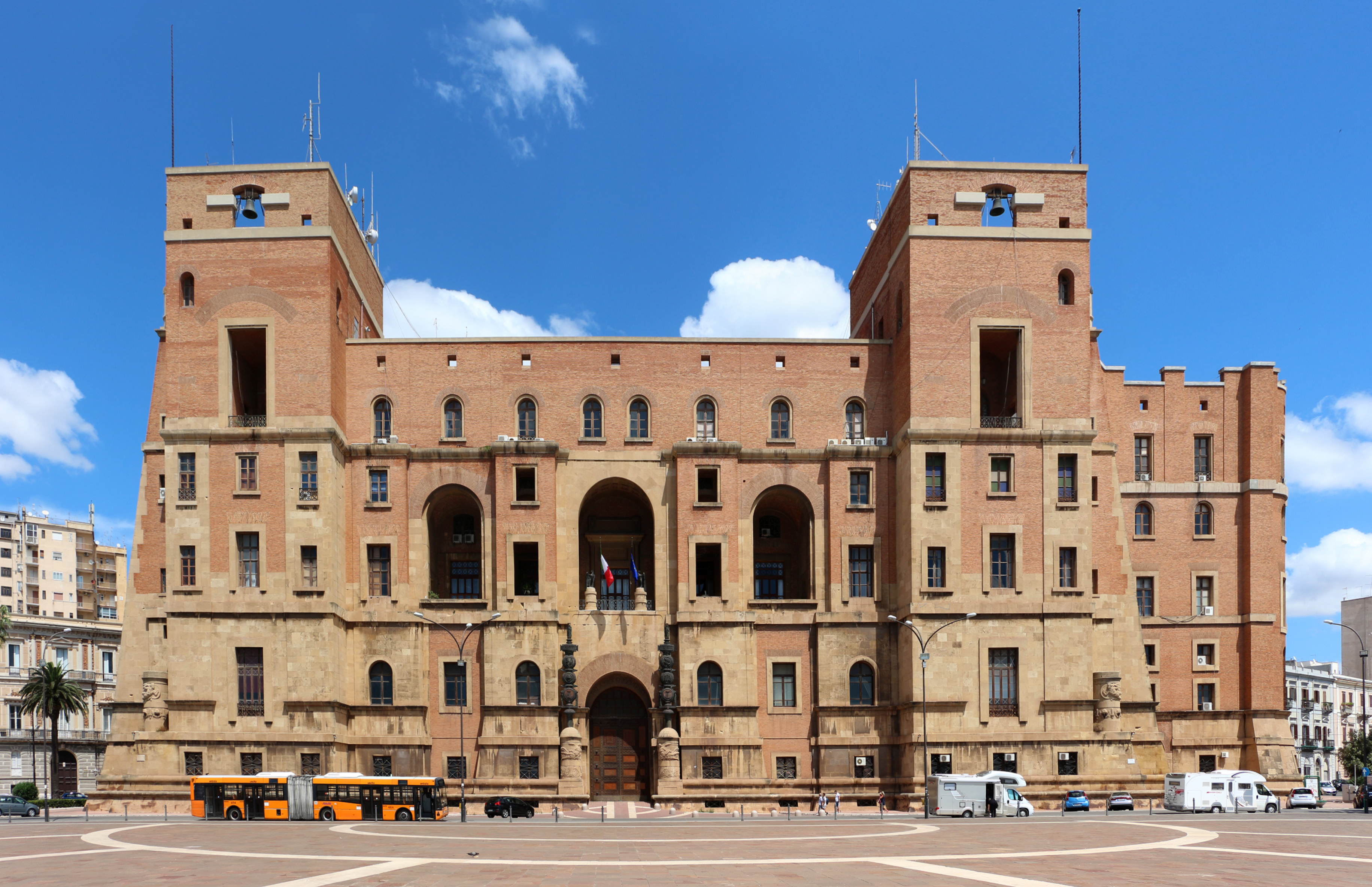
Palácio do Governo, sede da província